# Apocephalus infraspinosus
Apocephalus infraspinosus är en tvåvingeart som beskrevs av Borgmeier 1961. Apocephalus infraspinosus ingår i släktet Apocephalus och familjen puckelflugor. Inga underarter finns listade i Catalogue of Life.